# (3489) Lottie
(3489) Lottie (1983 AT2) – planetoida z pasa głównego asteroid okrążająca Słońce w ciągu 3,74 lat w średniej odległości 2,41 j.a. Odkryta 10 stycznia 1983 roku.